# 小早川弘景 (第九代當主)
小早川弘景（生年不詳－卒年不詳）是室町時代武將。竹原小早川氏第9代當主。父親是小早川仲義。

## 生平
應永5年（1398年）5月13日，受父親仲義讓予安藝國都宇、竹原莊、梨子羽鄉南方、備前國裳懸莊、美作國打穴莊等所領，繼任竹原小早川氏的家督。
在這段時期，竹原小早川氏與大內氏加強關係，在繼承家督期間，受大內義弘賜下偏諱「弘」字。結果從此代開始，支配領域擴張至安藝國沿瀨戶內海東面一半部分，成長為握有海內交通要衝的國人領主的勢力。